# مارد الركلة
مارد الركلة (باليابانية: キックの鬼، بالروماجي: Kikku no Oni)، ويعرف أيضاً باسم مارد الكيك بوكسينغ، وهو مانغا من تأليف اكي كاجيوارا، ورسوم كينتارو ناكاجو. يستند العمل إلى حياة لاعب الكيك بوكسينغ تاداشي ساوامورا.

## التاريخ
كتب إكي كاجيوارا المانغا، ورسمها كينتارو ناكاجو، ونشرها عام 1969 في مجلة شونن كينغ. في عام 1970، أنتجت توي أنيميشن مسلسل أنمي تلفزيوني مستندًا إلى المانغا، واستمر عرضه حتى عام 1971. يشتهر كاجيوارا بأعماله الأخرى في المانغا الرياضية، ومنها جو البطل الذي رسمه تتسويا تشيبا، ونشره بين عامي 1968 و1973 في مجلة شونن الأسبوعية. بعد تجربتهم في أنمي رياضات الاحتكاك البدني تايغر ماسك الذي ألفه كاجيوارا أيضًا، وجد فريق توي أن إنتاج أوني أصبح أسهل.

## القصة
توثق السلسلة القصة الحقيقية للاعب الكيك بوكسينغ تاداشي ساوامورا.
في هذه السلسلة، يظهر تاداشي ساوامورا كمقاتل كاراتيه مغرور، يتعرض للهزيمة على يد لاعب كيك بوكسينغ، ما يتركه في غيبوبة خفيفة. أثناء وجوده في المستشفى وتعافيه من الغيبوبة، زاره مدرب الكيك بوكسينغ نوجوتشي، وهو مدرب خصمه، وأقنعه بالتحول إلى رياضة الكيك بوكسينغ. وبعد فترة من التدريب المكثف، تعلم ساوامورا حركة نهائية قوية ومدمرة تُعرف باسم ركبة الفراغ القافزة.

## طاقم الأداء
- كوجي أساكورا في دور تاداشي ساوامورا
- كيوشي كوباياشي في دور أوسامو نوغوشي
- ميتشيكو نومورا في دور إيتسوكو
- مينوري ماتسوشيما في دور يوكو
- يوجي نيشي موتو في دور هيديكي